# 1994 na rádio
Nesta página encontrará referências aos acontecimentos directamente relacionados com a rádio ocorridos durante o ano de 1994.

## Nascimentos
| Data | Nome | Profissão | Nacionalidade | Observações | Ref |
| ---- | ---- | --------- | ------------- | ----------- | --- |

## Mortes
| Data           | Nome               | Profissão                                      | Nacionalidade | Observações | Ref |
| -------------- | ------------------ | ---------------------------------------------- | ------------- | ----------- | --- |
| 27 de setembro | Estevam Sangirardi | radialista, comentarista desportivo e escritor | Brasil        | n. 1923     |     |